# Forpus xanthopterygius
Forpus xanthopterygius là một loài chim trong họ Psittacidae.

## Hình ảnh

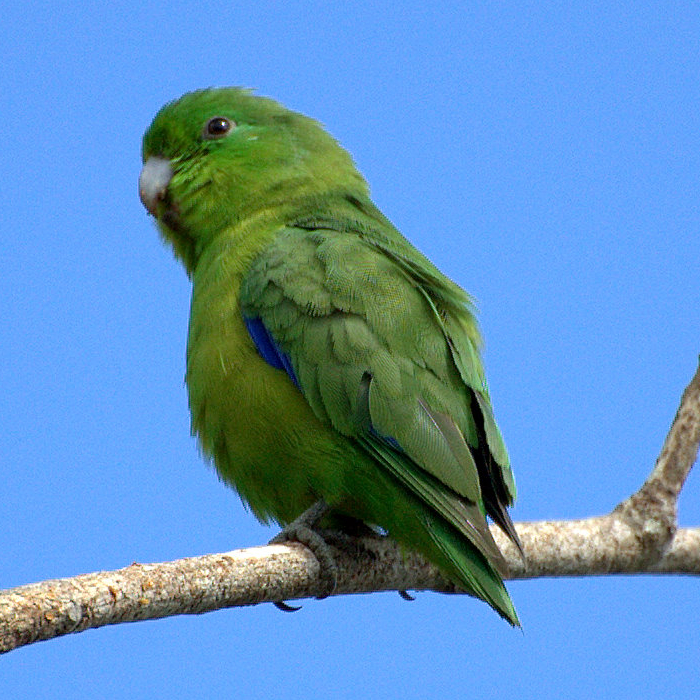
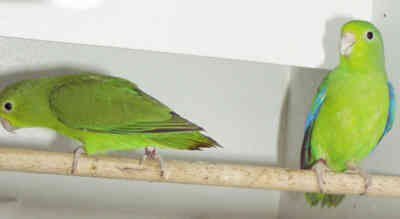
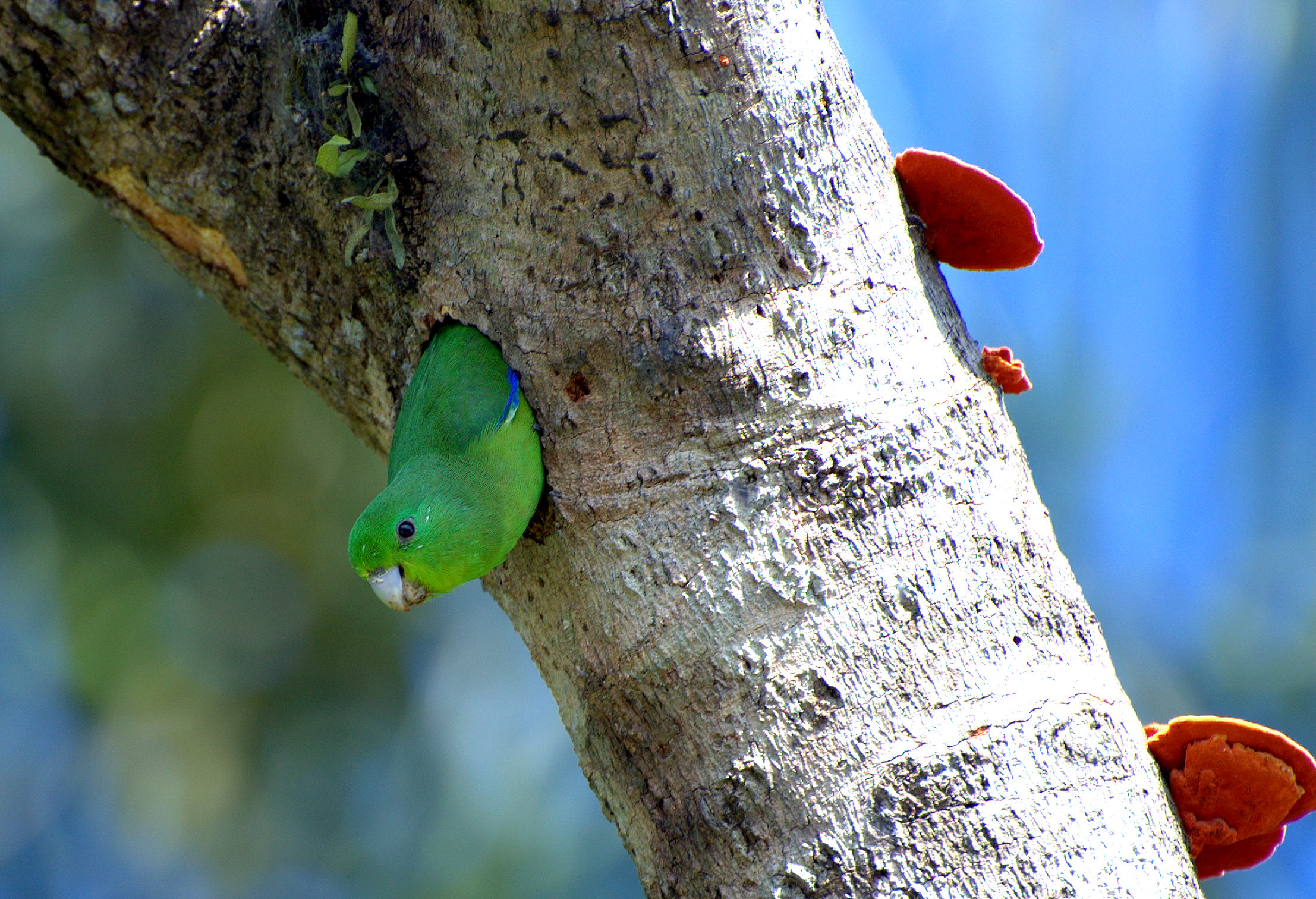
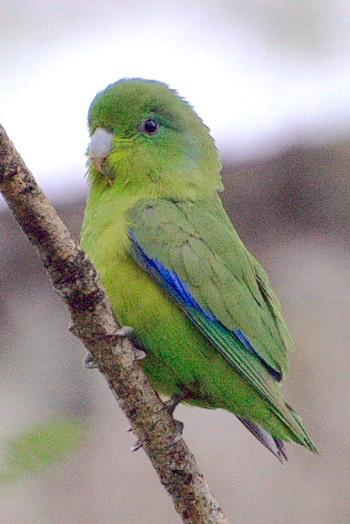